# Roy Romer

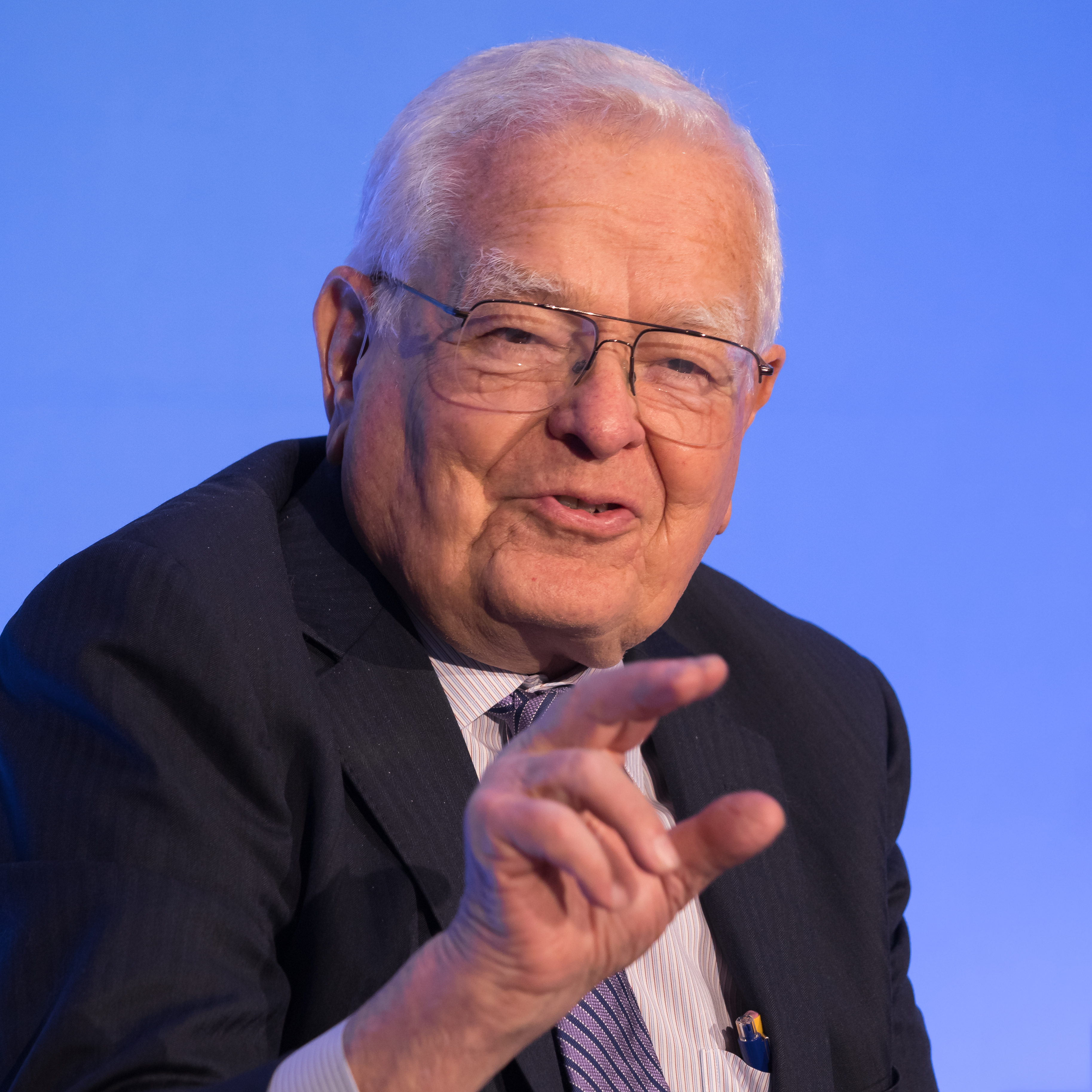
Roy Romer beim ASU GSV Summit 2019 in San Diego

Roy Rudolf Romer (* 31. Oktober 1928 in Garden City, Kansas) ist ein US-amerikanischer Politiker (Demokratische Partei). Er war der 39. Gouverneur des US-Bundesstaates Colorado.
Romer, zuvor Mitglied des Repräsentantenhauses (1958–1962) und des Senats von Colorado (1962–1966) sowie ab 1977 State Treasurer, wurde 1986 in das Gouverneursamt gewählt und 1990 und 1994 durch Wiederwahl bestätigt. Er ist damit der letzte Gouverneur Colorados, der drei Wahlperioden amtierte.
Von 1992 bis 1993 war er Vorsitzender der National Governors Association. 1997 bis 1999 fungierte er als Co-Vorsitzender (General Chairman) des Democratic National Committee, der Parteiorganisation der Demokraten. Romer gilt als einer der herausragenden Bildungspolitiker des Landes.
Am 1. Juli 2001 wurde er Superintendent des Vereinigten Schulbezirks von Los Angeles; diesen Posten hatte er bis 2006 inne. Mit seiner Frau Bea hat er sieben Kinder und 15 Enkel. Eines seiner Kinder ist der Wirtschaftswissenschaftler Paul Romer, der 2018 mit dem Alfred-Nobel-Gedächtnispreis für Wirtschaftswissenschaften ausgezeichnet wurde.